# Tour de Capadocia
El Tour de Capadocia (llamado oficialmente: Tour of Cappadocia), es una carrera profesional de ciclismo en ruta por etapas que se realiza en Turquía en la región histórica de Capadocia, fue creada en el 2011 y recibió la categoría 2.2 dentro de los Circuitos Continentales UCI formando parte del UCI Europe Tour.

## Palmarés
| Año  | Ganador              | Segundo       | Tercero              |
| ---- | -------------------- | ------------- | -------------------- |
| 2011 | Mert Mutlu           | Uğur Marmara  | Hamid Shirisisan     |
| 2018 | Alexandr Ovsyannikov | Mustafa Sayar | Ramūnas Navardauskas |

## Palmarés por países
| País       | Victorias |
| ---------- | --------- |
| Turquía    | 1         |
| Kazajistán | 1         |